# Gmina Log-Dragomer
Log-Dragomer – gmina w Słowenii. W 2002 roku liczyła 3 465 mieszkańców.

## Miejscowości
Miejscowości wchodzące w skład gminy Log-Dragomer:
- Dragomer – siedziba gminy
- Lukovica pri Brezovici
- Log pri Brezovici – siedziba gminy